# 가미노촌 (미야자키현)
가미노촌(上野村)은 미야자키현 니시우스키군에 설치되었던 촌이다. 현재의 다카치호정에 해당한다.